# Orbital Piloted Assembly and Experiment Complex

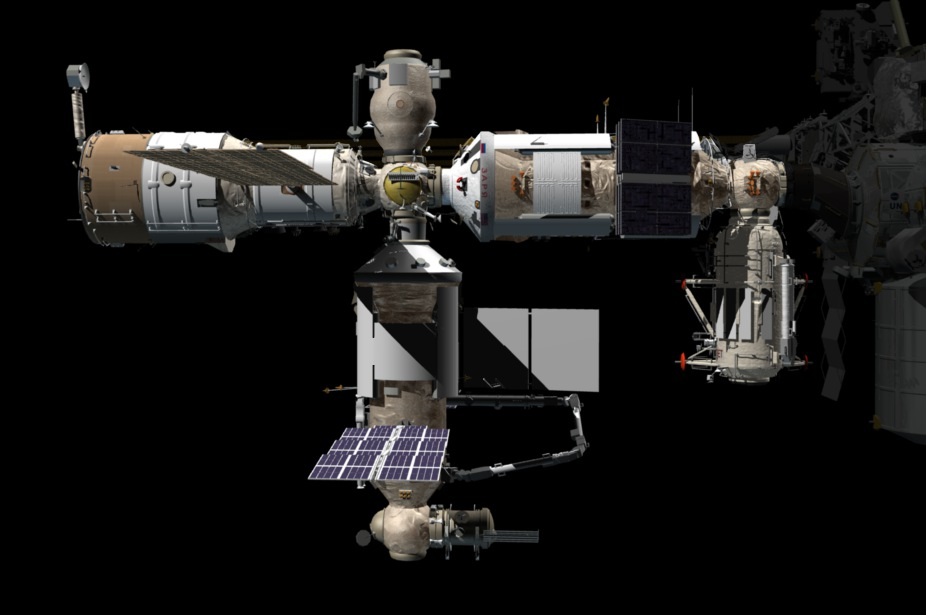
Captura de pantalla del modelo 3D de la NASA. He retirado los radiadores de la USOS para obtener una mejor vista de la ROS. En esta imagen no aparecen vehículos visitantes.

El Ensamble Pilotado Orbital y Experimento Complejo (en ruso: Орбитальный Пилотируемый Сборочно-Экспериментальный Комплекс, transliterado como Orbitalnyj Pilotiruiemyj Sboročno-Ekspierimientalnyj Komplieks) (abreviado como ОПСЭК, en español: OPSEK) es una propuesta de estación espacial modular de tercera generación en órbita terrestre baja. El OPSEK estaría formado en gran parte por los módulos del segmento orbital ruso de la Estación Espacial Internacional (ISS). La propuesta toma como referencia la previsión de que en 2020 (actualmente postpuesto hasta 2024) la ISS pasará a estar fuera de servicio.
El 17 de junio de 2009 la agencia espacial rusa, Roskosmos, informó a los EE. UU. su intención de desarrollar el proyecto del complejo espacial OPSEK ante el próximo fin de la vida operativa de la ISS. En agosto del mismo año el presidente de RKK Energia también se mostró favorable al proyecto. El Módulo de Embarque Universal, cuyo lanzamiento está previsto para 2016, es el elemento central del proyecto OPSEK.